# Ford Falcon (Australia)
La Ford Falcon è un'autovettura prodotta in diverse versioni dal 1960 dalla Ford Motor Company of Australia nello stabilimento di Campbellfield, sobborgo nella periferia nord di Melbourne, Victoria, Australia. Gareggia nel Campionato Supercars.

## Prima generazione (1960–1966)
Ford XK Falcon
Ford XL Falcon
Ford XM Falcon
Ford XP Falcon

## Seconda generazione (1966–1972)
Ford XR Falcon
Ford XT Falcon
Ford XW Falcon
Ford XY Falcon

## Terza generazione (1972–1979)
Ford XA Falcon
Ford XB Falcon
Ford XC Falcon

## Quarta generazione (1979–1988)
Ford XD Falcon
Ford XE Falcon
Ford XF Falcon
Ford XG Falcon
Ford XH Falcon

## Quinta generazione (1988–1998)
Ford EA Falcon
Ford EB Falcon
Ford ED Falcon
Ford EF Falcon
Ford EL Falcon

## Sesta generazione (1998-2010)
Ford AU Falcon
Ford BA Falcon
Ford BF Falcon

## Settima generazione (2008-2016)
Ford FG Falcon
Ford FG X Falcon